# 疼痛治療不足
疼痛治療不足（英語：Undertreatment of pain）指的是患者有疼痛症狀，需要治療，卻無法得到疼痛管理的情況。
相關機構根據循證醫學而生成共識，加上醫學專業組織的建議，而把治療疼痛指南建立，讓醫療衛生提供者遵循，以為患者提供服務。但由於不同的社會原因，罹患疼痛的人可能不會尋求治療，也可能無法獲得治療。而同時，醫療衛生提供者也有可能不把當局建議的治療方法提供給患者。

## 分類
疼痛症狀發生的時候，治療方式會著重在找出疾病發生的原因，並予以解決，希望透過治愈疾病，疼痛也會消除，因此人們有時認為還用不到疼痛管理，而應該優先解決那些根本的問題。
而在其他情況，疼痛本身是需要用到治療計劃來處理。此時可優先用安寧緩和醫療來解決疼痛的問題。安寧緩和醫療或可單獨使用，或可與治療疾病一併進行。

## 醫學徵象
有些組織對醫療衛生提供者建議，只要患者發生疼痛，就該提供治療。這種觀點是說只要有人表達有嚴重疼痛的問題，即表示患者需要治療。
有多種出版物提供如何辨識疼痛，以及患者何時需要接受更進一步治療的建議

## 肇因
當前疼痛治療不足與多種原因相關。首先，對於治病，生物醫學模式著重在病理生理學，而非重視生活品質，這種做法把根深蒂固的態度予以強化，疼痛管理未被優先採用，疼痛管理方式被邊緣化。其他的原因則與醫事人員訓練不足、個人偏見、或是擔心處方藥遭到濫用有關。例如醫生會擔心被指控開立鴉片類藥物處方過多（請參考醫學博士William Hurwitz的案例），而實際上被起訴的案例是相對稀少，或者是醫生對鴉片類藥物帶來的健康風險了解不足所導致。複雜的政治歷史也影響疼痛治療醫生的執業。這些文化、社會、宗教、和政治態度的因素，通常在前述的群組尋求疼痛治療時，讓他們處於不利的地位。
疼痛治療不足也可能是因為執業醫師的偏見而導致。

## 受疼痛影響者
疼痛治療不足是普遍的現象，所有年齡段的人（從嬰兒到老年人）都曾經歷過。根據世界衛生組織（WHO）在2008年9月的估計，世界上約有80％的人，在有中度至重度疼痛的時候，沒有，或是沒充足的機會獲得治療。每年世界上有成千上萬的人，包括為數大約有400萬的癌症，和80萬的愛滋病的患者，在臨終前均遭受疼痛的折磨，卻無法獲得治療。然而，用於治療疼痛的藥物卻是便宜、安全、有效，而且通常易於使用，根據國際條約，各國應該準備足夠的疼痛管理藥物以備所需 。
此外在美國，有幾個人口群組，例如老年人、非白人少數族裔、以及婦女，他們與年輕的非西班牙裔白人男性比較，就有很高比率會遭受疼痛治療不足的情況。
對於疼痛，尤其是慢性疼痛，要透過一系列的因素，特別是病理心理學、認知、情感、行為、和社會文化因素來理解。因此，適當的治療疼痛，需要同時採取多學科的方法，來解決發生在不同文化和種族患者的身上，對慢性疼痛感受不同的問題。
由於有色人種在臨床研究中的樣本不足，鎮痛藥的行銷，以及醫事人員的偏見，會導致這些人的疼痛受到忽略。過去數十年的疼痛研究，並未對人類不同性別在疼痛耐受性上有清晰，一致的認識，也未能對不同種族間“神奇”疼痛耐受性的主張提供確鑿的證據，醫學領域的偏見仍然存在，持續剝奪少數患者的權利，導致疼痛治療不足。

### 年齡
導致老年人的疼痛治療不足的原因有多種，包括人們誤認為疼痛是人們衰老時候的正常現象，要期望老年人沒有疼痛是不切實際。關於老年人的疼痛，另外的誤解是老年人對疼痛的敏感度降低，尤其是如果他們罹患認知障礙（例如失智症）之後，並且又認為使用鴉片類藥物過於危險，不應施用在老年人身上。但是，透過適當的評估，謹慎的用藥和監測，對於老年人的疼痛管理效果仍可達到和其他年齡群組相同的水準。
由於在加利福尼亞州發生的兩起案例，醫生未能提供足夠的疼痛緩解，而被以虐待老人的罪名起訴，北美醫療衛生業界對這個區塊的觀點似乎因此而有改變。加利福尼亞州醫學委員會對涉入第二起案例的醫生公開譴責；聯邦醫療保險和聯邦醫療補助服務中心（CMS）宣布要向那些收取費用，卻又未能為患者提供足夠疼痛緩解的醫療衛生提供者以詐欺罪名提起訴訟；而且臨床治療指南和標準已經演進成清晰，和明確的疼痛管理說明，因此至少在加利福尼亞州，醫療衛生提供者不能把提供劣質，或是沒提供緩解疼痛管理，卻狡稱是符合社區標準，而避免該負的責任。

### 種族
針對醫學領域做審查的文獻指出，對於美國的少數族裔和族群所做的疼痛護理，存有不平等的情況。非裔美國人和拉丁裔美國人患者，與白種人患者相比，特別容易受到疼痛治療不足的待遇。非裔美國人和其他少數族裔和族群持續受到治療不足，領域包括有癌症疼痛、急性術後疼痛、胸痛、急性疼痛、和慢性下背痛。研究顯示，即使把年齡、性別、和疼痛強度等條件做控制，這些人與非西班牙裔白人相比，在急性和慢性疼痛方面經常無法得到足夠的治療。有項針對1,300多名包含非少數族裔，還有少數族裔患者之間所做的研究發現，在主要是治療少數族裔患者的醫療機構中，發生治療不足的可能性，是那些主要是治療非少數族裔患者的機構的三倍。此外，一項針對患有復發性或轉移性癌症的少數族裔患者，他們接受疼痛治療的隨訪研究發現，有74％的拉丁裔美國人和59％的非裔美國人在罹患疼痛之時，並未得到足夠的鎮痛藥處方。少數族裔的疼痛患者，與非少數族裔患者相比，得到適當評估的可能性較小，並且報告自身疼痛減緩的程度也較少。從1993年起到2005年間，針對疼痛相關看診，鴉片類藥物的處方開立有所增加，但開立處方，也對少數族裔和族群存有不平等的待遇。罹患疼痛的白人，與非裔、拉丁裔、或亞洲裔患者相比，更有可能拿到鴉片類鎮痛藥的處方。具體地說，在2005年，有40％的白人患者拿到鴉片類處方藥，而只有32％的非白人患者拿到同樣的處方。

### 性別
醫療衛生品質也存有性別間的不平等（請參考醫療衛生性別間不平等），由於疼痛是促使人們去看醫生最常見的原因之一，疼痛治療也存有性別間的不平等。研究顯示，疼痛在自然性別和性別認同兩方面都會有生物學的差異。也有證據顯示，社會對表達疼痛方式的期望，會影響到患者和醫生的反應，而運用社會刻板印象方式做疼痛治療。但從歷史記錄看來，在臨床研究中婦女的代表性不足，表示人們對婦女疼痛的經歷以及對藥物的反應了解並不多。此外，在女性身上更會常見到慢性疼痛和慢性疼痛疾病的存在，但是男女之間慢性疼痛的發生率和經驗差異，未曾有過良好的記載。女性的慢性疼痛可能會被歸因是生殖或是心理健康的問題，縱然真正的原因並非如此。

## 流行病學

### 美國
在美國，歷史上已有，以及現在仍存在的種族主義，導致少數族裔一直遭受疼痛治療不足的問題。美國國家醫學院發表的研究評論，對於迄今仍存在有關少數族裔，在醫療衛生受到不平等待遇的情況有所記錄。研究人員在他們作品《不平等待遇：面對醫療衛生中的族裔和族群不平等》中指出有文化隔閡、少數族裔對醫療系統的不信任、以及對少數族群刻板印象等障礙。在文化隔閡方面，醫生及患者之間會因語言及其他差異，而缺乏良好溝通。由於過去和當前所發生不道德的醫學做法，例如在奴隸身上所做的實驗，《請參考塔斯基吉梅毒試驗》以及對印第安原住民婦女、非裔美國人的強制絕育、以及對美國移民及海關執法局的現有移民或會施行絕育手術做法，讓許多少數族裔會對醫生產生不信任感。因此，他們會避開接受醫療護理，或不會全心參與治療計劃。此外，通常是以白人為主的醫事人員，他們可能會對自己種族的患者給予較多照顧。

### 歐洲
《疼痛與安寧照護藥物療法雜誌》（Journal of Pain & Palliative Care Pharmacotherapy ）在歐洲所進行的研究發現，罹患慢性疼痛的患者，普遍有疼痛治療不足的情況，這與立法以管制鴉片類藥物有關，立法讓醫事人員畏懼開立此類藥物的處方。由於患者擔心產生依賴的問題，也不願服用鴉片類藥物。

### 印度
發表在《疼痛研究雜誌（Journal of Pain Research）》上的案例研究顯示，印度的醫生通常不遵循標準化計劃，以避免疼痛管理不當。許多醫生不願開立鴉片類藥物處方，理由是擔心會造成藥物成癮的問題，即使患者的症狀表明有其需要，仍然如此。此外，研究發現，患者對疼痛治療計劃的依從性會受到幾種文化因素的影響，包括擔心對鴉片類藥物產生依賴、不敢質疑權威，以及認為疼痛屬於疾病的一部分，應該以堅忍的方式面對。
這篇報告還指出，印度的一些特定人群，如包括兒童、老年人、以及腎或肝功能不全者，疼痛治療不足的問題更多，與美國的情況類似。老年人讓人擔憂的原因是他們通常容易發生合併症，讓疼痛難以治療。兒童方面是溝通不易，而新生兒又被認為不會感覺疼痛。許多藥物是透過肝臟或腎臟來激活以及排泄，因此，當這兩種器官生病時，就要以非標準化的方式來調整鎮痛藥的劑量。

### 拉丁美洲
拉丁美洲的患者所碰到的，與美國和印度的情況相似，醫事人員不願開立鴉片類藥物，是導致當地發生疼痛治療不足的主要原因。在《疼痛管理》（Pain Management）這本期刊中發表的一項研究指出，由於這種猶豫不決的態度，拉丁美洲在治療疼痛時使用過多的非鴉片類鎮痛藥，追究原因，就是醫生和醫療衛生提供者受到的訓練不足的緣故。其他的障礙有獲得醫療衛生服務的機會有限。當地疼痛治療不足的原因，一是取得鴉片類藥物的機會不高，而使用非鴉片類藥物來治療中度至重度疼痛，效果不彰，二是縱然有鴉片類藥物，醫事人員又不願開立處方。

## 後果

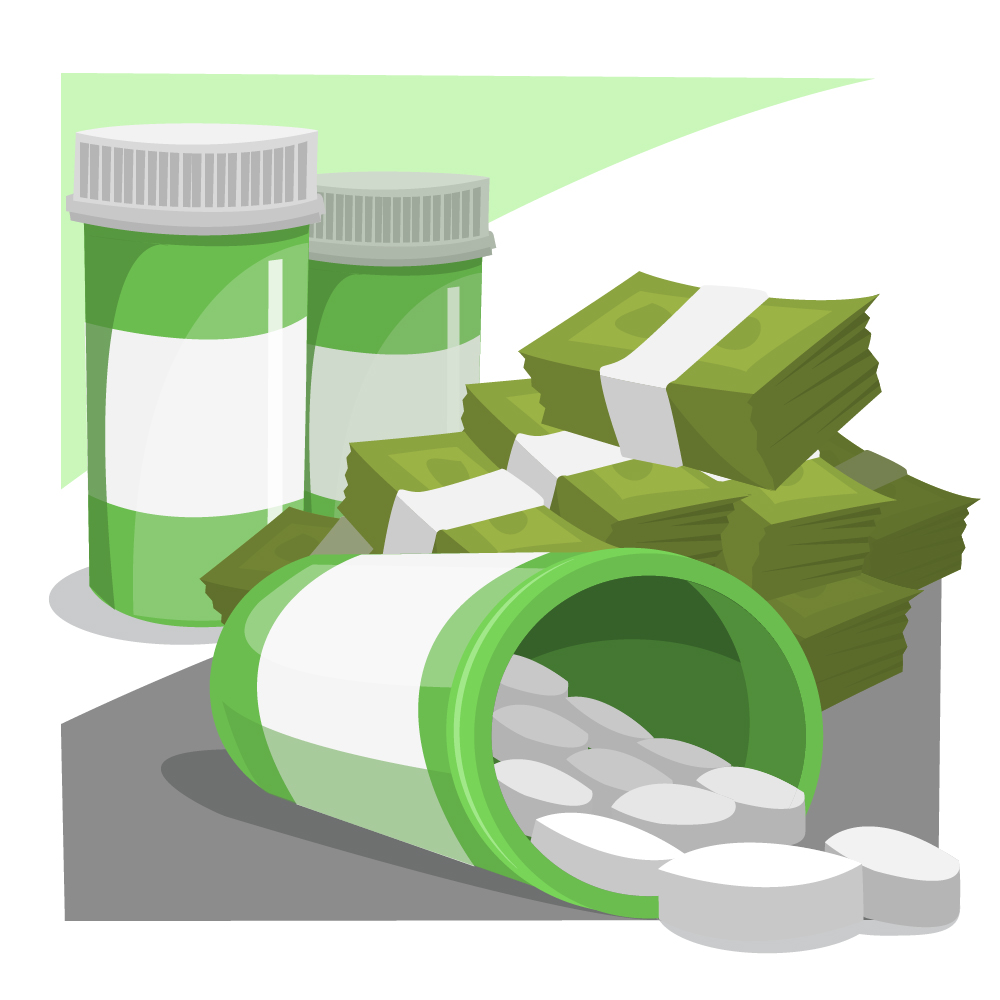
醫療衛生，以及藥物成本（例如治療的疼痛藥物成本）都很高昂

不足的疼痛管理會給個人帶來持久的影響，例如生活品質（QOL）會因此下降。人們發現，較嚴重的疼痛程度，與較低的心理和身體健康自我報告評估有關聯，疼痛對於睡眠、情緒、活動能力和身體功能、性關係、以及社交生活等生活品質產生負面影響。患有慢性疼痛的人更易罹患精神性疾病，例如抑鬱症、焦慮症、和創傷後壓力症候群（PTSD）。
缺乏術後的疼痛緩解會因為需要更長的康復和住院時間，導致更高的醫療費用發生。例如，如果給予鐮刀形紅血球疾病患者們不足的疼痛治療，每年會因為他們頻繁的急診室就診、住院、以及生產力喪失，而產生數百萬美元的損失。因此，及時給予適當的疼痛治療可降低經濟負擔，而由於疼痛是患者再度入院的主要原因之一，減少再度入院次數，就可節省費用。
未經充分治療的急性疼痛還會帶來持久的生理後果，並增加原本可避免的醫療費用。劇烈疼痛會干擾患者的呼吸和心血管的生理狀況，增加呼吸道感染、心肌缺血、心肌梗塞或心臟衰竭、以及血栓性疾病的風險，而妨礙到患者的康復，以及隨後的出院。對因為分娩、灼傷、乳房手術,、還有其他嚴重疾病而住院的患者所做的研究也都指出，劇烈的急性疼痛是導致慢性疼痛形成的危險因素。證據顯示，不給予急性疼痛的患者充分治療，對患者而言，除了有當前的後果之外，而且有把患者一生的生活品質都降低的可能。急性疼痛沒做適當的治療，可能會因為免疫和神經系統受到改變，而變成慢性疼痛。

## 預防以及篩檢疼痛治療不足的措施
當前改善疼痛管理的策略包括將其塑造為一個道德問題；倡導接受疼痛管理是合法權利；提供憲法保證，和涵蓋過失、刑法、和虐待老人相關的成文法規；把疼痛管理定義為一項基本人權；將未能提供疼痛管理歸類為專業上的失職，並由專業機構發布準則和執業標準。

## 歷史
1961年的《麻醉品單一公約》議定，某些藥物"對於減輕疼痛和痛苦必不可少"，並要求各國應該備妥，提供給有需要的患者使用。
WHO在2009年發表的一份報告指出，世界各地有很多人，基於各項原因，都難以獲得疼痛治療。
聯合國麻醉品委員會在2010年通過一項關於獲得疼痛治療的決議。在同一年，聯合國毒品和犯罪問題辦公室發表一篇專題文章，對無法獲得疼痛治療的情況予以說明，並表達對這項議題的關切。 2011年，國際麻醉藥管制局發布一篇年度報告的補充，強調這個問題需要解決。